# Yu Lamei
Yu Lamei, född den 15 januari 1983 i Wafangdian, Kina, är en kinesisk kanotist.
Hon tog bland annat VM-brons i K-4 1000 meter i samband med sprintvärldsmästerskapen i kanotsport 2006 i Szeged.